# Pedro Pedroso
Pedro da Silva Pedroso (Recife, 1770 — Rio de Janeiro, 1849) foi um militar e revolucionário brasileiro.

## Biografia
Revolucionário de 1817, personalidade dúbia na historiografia de Pernambuco. Diz Evaldo Cabral de Melo na introdução à obra "Frei Joaquim do Amor Divino Caneca" (coleção Formadores do Brasil, Editora 34), que era governador da armas na província e obteve a derrubada de Gervásio Pires Ferreira. Refez depois a aliança para tentar derrubar a Junta dos Matutos.
Posara de jacobino a ponto de ameaçar de morte quem advogasse negociar com D. João VI uma monarquia constitucional em lugar da república. Libertado na Bahia, fora justificar-se em Portugal, de onde regressou suspeito de estar sendo manipulado pelo governo das Cortes de Lisboa. Havendo-se aliado aos irmãos Gama (José Fernandes Gama e o desembargador Bernardo José da Gama) e aos "goianistas", fora um dos cabeças do movimento que depôs a junta gervasiana. Declarando-se "pardo do Recife", captou apoio entusiasta do contingente de pretos e mestiços da província.
Para expurgar da Junta dos Matutos Francisco Pais Barreto, e os morgadistas, substituindo-os por gente sua, deflagrou em fevereiro de 1823 a insurreição conhecida como Pedrosada. Este foi um levante com conotações raciais, obrigando a Junta a se retirar para o interior, e entregando a cidade do Recife por diversos dias aos batalhões de pretos e mestiços que aclamavam Pedroso, prometendo represálias contra os brancos e "caiados" (página 29 da mesma obra citada). Pedroso se denominava o “pardo de Recife” e era apoiado por muitos pretos, mulatos e mestiços, que compunham tropas como a dos Monta-Brechas e Bravos da Pátria. Juntos, conseguiram abalar a Junta dos Matutos, que foi obrigada a se retirar para Vila do Cabo por alguns dias, aproximadamente de 21 a 28 de fevereiro. Durante esse tempo, Pedroso domina Recife e sai amotinado às ruas acompanhado de seus apoiadores, soltando alguns presos não-brancos e prendendo europeus. Ao fim desse tempo é capturado e levado preso ao Rio de Janeiro.
A Câmara do Recife chamou o povo a defender a Junta, repelindo a acusação de republicanismo lançada contra ela e o levante foi reprimido com a colaboração de destacamentos fiéis e tropas de milícia levantadas no sul de Pernambuco pelo morgado do Cabo.
A devassa instaurada pronunciou Pedroso e Paula Gomes, membro do governo, e José Fernandes Gama, mas a proteção imperial fez com que nenhum fosse punido. Dividida e desmoralizada, a Junta dos Matutos arrastou uma triste resistência até dezembro de 1823, quando renunciou.